# Lille
Lille, también Lila en español, es una ciudad del norte de Francia, capital de la región de Alta Francia, y localizada muy cerca de la frontera con Bélgica, que está situada a orillas del río Deûle, afluente del río Lys.
Según datos de 2019, Lille tiene una población municipal de 236 400 habitantes, y su área metropolitana, que incluye ciudades como Villeneuve-d'Ascq, Roubaix y Tourcoing, tiene una población de 1 164 716 habitantes, siendo la cuarta mayor de Francia.
Situada entre París, Londres y Bruselas, Lille es una plaza económica europea, que se desarrolló considerablemente desde los años 1990, especialmente con la construcción del barrio de negocios Euralille y la llegada de los Trenes de Gran Velocidad y los Eurostar. Con 110 000 estudiantes, Lille es también la tercera ciudad universitaria de Francia, después de París y Lyon. También fue Capital Europea de la Cultura en 2004 y desde entonces, es calificada como "Ville d'art et d'histoire" (Ciudad de arte y de historia).

## Etimología
La actual ciudad de Lille se desarrolló a partir de la aglutinación de diversos núcleos de población ubicados al final de la parte navegable de la ribera del río Deûle. El nombre de la ciudad proviene de la denominación L'île (en español, La Isla), que hace referencia a la situación de la ciudad en una superficie de tierra firme rodeada de antiguas zonas pantanosas fluviales, que daban la apariencia de estar ubicada la ciudad en una isla entre marismas. De la importante industria textil de la ciudad surgió el nombre lile (Lille en español), denominación de un tejido de lana de colores de origen escocés, típico de la producción industrial local.

## Historia

### Edad Antigua
Los primeros restos hallados en la actual Lille datan aproximadamente del año 2000 a. C., cuando, tras la invención de la agricultura, algunos pobladores se asentaron a orillas del río Deûle y construyeron granjas y explotaciones agrícolas. Las excavaciones realizadas en zonas cercanas al río han permitido hallar restos de aquellos asentamientos, datados de la Edad del Bronce y del Hierro, y correspondientes a los pueblos celtas que ocuparon toda la costa atlántica europea.
Tras la conquista romana de la Galia, los asentamientos del río Deûle crecieron, si bien lo que hoy conocemos como Lille no era más que un grupo diseminado de núcleos de población unidos por carreteras secundarias. Con el proceso de romanización, los pobladores de la zona adoptaron la cultura galorromana. A finales del siglo V a. C., un núcleo ubicado en la orilla oriental del río empezó a crecer lentamente, siendo el más denso de todas las poblaciones de los alrededores. En el futuro, este emplazamiento se convertiría en el germen de la futura ciudad.

### Edad Media
Tras la caída del Imperio romano, el emplazamiento de la ribera oriental del Deûle fue aglutinando los núcleos habitados de los alrededores. El origen de la ciudad de Lille viene narrado por la leyenda medieval de "Lydéric y Phinaert". Dicha leyenda cuenta que Lydéric era el hijo de Salvaert y Ermengaert, príncipes de Dijon. Cuando se dirigían estos a Inglaterra para engendrar a su futuro hijo, fueron apresados por Phinaert, gigante y señor de las tierras de la actual Lille, que ejecutó además a Salvaert. Ermengaert pudo huir y, antes de fallecer, dio a luz a Lydéric, que tuvo que criarse con un ermitaño, huyendo del gigante. Cuando Lydéric creció, asesinó a Phinaert en venganza por la muerte de sus progenitores, y recibió las tierras del gigante, donde fundó en el 640 la ciudad de L'Ile, del que según la leyenda deriva el nombre de Lille.
Durante toda la Edad Media, la actual Lille formó parte del condado de Flandes, territorio vasallo del reino Franco, que reunía las antiguas ciudades romanas de Arras, Cambrai y Boulogne; e incluso llegó a ser su capital. Debido a su ubicación estratégica, al final de la parte navegable de Deûle, el núcleo de L'Isle fue adquiriendo importancia comercial, con la construcción de un puerto fluvial. A partir de 830 y hasta 910, los vikingos saquearon las ciudades de la región de Flandes, incluyendo L'Isle. Por ese motivo, los condes de Flandes, soberanos de la ciudad, emprendieron la fortificación de la urbe. El primer documento que menciona el nombre actual de Lille data del año 1066, en el que también se menciona la parroquia de Saint-Maurice, la iglesia más antigua de la población. Ya desde la Alta Edad Media, Lille destacó por su larga tradición en la artesanía textil. Con el establecimiento de la corte de los condes de Flandes, la ciudad adquirió mayor importancia económica y fue experimentando un mayor crecimiento demográfico. En 1144 se constituiría la parroquia de Saint-Sauveur (San Salvador), que sería el origen de la futura catedral de la ciudad.
Aunque la región era dependiente del reino de Francia, el condado de Flandes mantenía, por motivos económicos, vínculos muy próximos con Inglaterra y el Sacro Imperio Romano Germánico. Por ese motivo, y con el fin de mantener la hegemonía en Flandes, el rey francés Felipe II Augusto tenía la pretensión de ocupar la región. Debido a los intereses franceses, el rey de Inglaterra Juan sin Tierra, el emperador germánico Otón IV y Fernando de Portugal, conde de Flandes, formaron un coalición contra Francia. Felipe II Augusto asedió y ocupó Lille en 1213, y el conflicto finalizó en 1214 con la victoria francesa en la batalla de Bouvines. El resultado de la guerra permitió mantener el condado de Flandes, otra vez bajo hegemonía francesa. Durante el siglo XIII, Lille alcanzó los 30 000 habitantes, y su importancia económica se acrecentó gracias a la celebración de un mercado regional, y sobre todo por la pujante industria local de paños, que atrajo a comerciantes extranjeros procedentes de toda Europa. Esta situación convirtió a la ciudad en un centro codiciado tanto por Francia como por Inglaterra, que se disputaron Lille durante la guerra de los Cien Años.
A partir de finales del siglo XIV (1369), y en el contexto de la guerra de los Cien Años, la ciudad fue gobernada por los duques de Borgoña, que se proclamaron condes de Flandes por la unión matrimonial entre el duque Felipe II el Atrevido y la condesa Margarita de Mâle. Bajo dominio borgoñón, y durante el ducado del mismo Felipe III el Bueno, se emprendió la reconstrucción y la repoblación de la ciudad, que había sufrido severos daños causados por las guerras y las epidemias de la peste. Entre otras obras, el duque borgoñón ordenó la edificación del palacio de Rihour, nueva corte de la ciudad. María de Borgoña, nieta de Felipe III el Bueno y única sucesora del ducado, se desposó con Maximiliano I, futuro emperador del Sacro Imperio Romano Germánico. Debido a esta unión, la ciudad de Lille y el condado de Flandes en su conjunto pasaron a manos de los Habsburgo, dentro del señorío de los Países Bajos. Fruto de esta unión nació en 1478 Felipe I de Habsbugo, más conocido como El Hermoso, que reinaría en la ciudad entre 1482 y 1506. Durante este periodo, de relativa calma, Lille empezó a desarrollar una industria de tejidos ligeros, en detrimento de la producción de paños.

### Edad Moderna

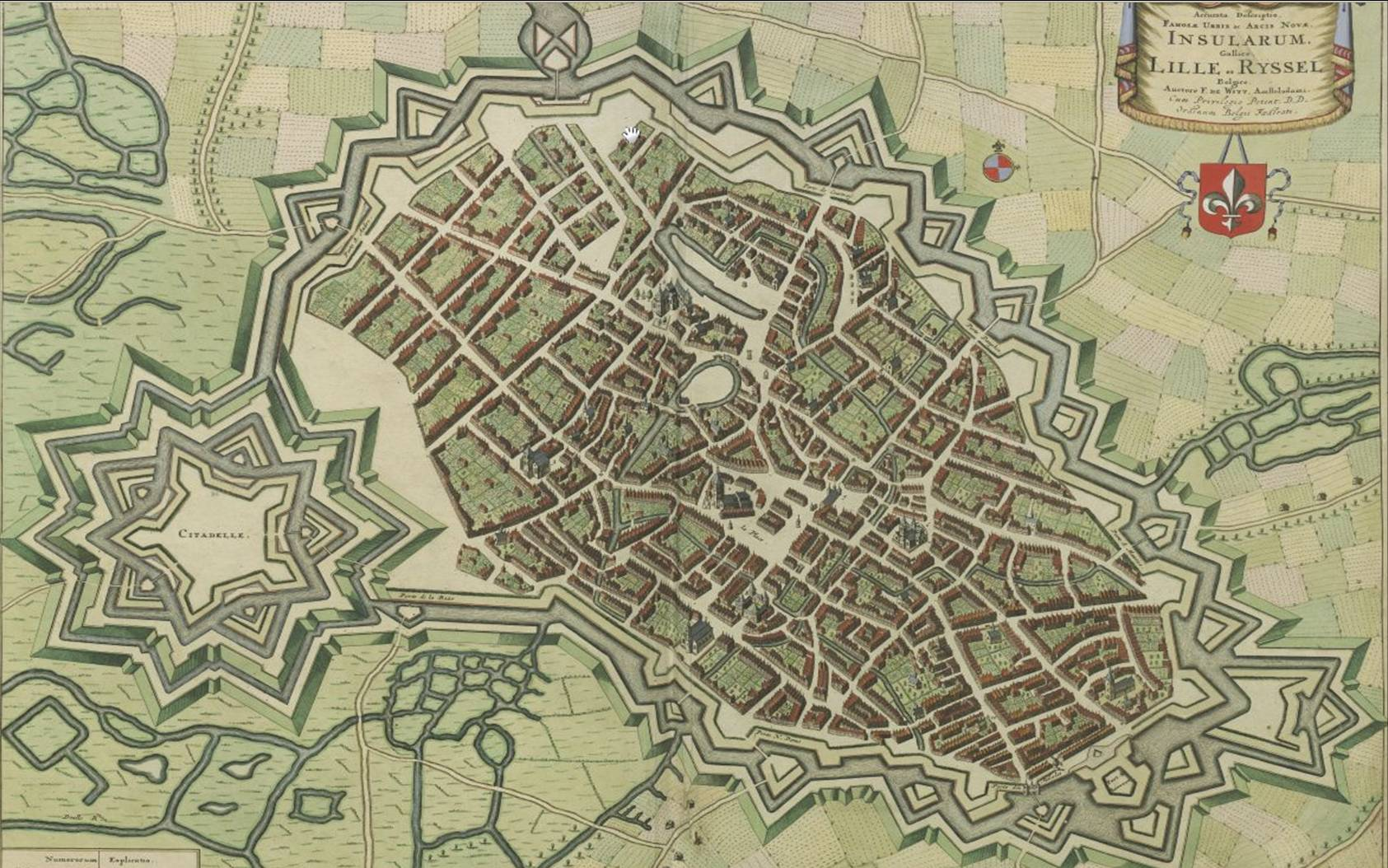
Mapa de Lille de 1641 en Flandria Illustrata de Antonio Sanderus.

Por decisión de su padre Maximiliano I, Felipe se desposó con Juana I de Castilla, hija de los Reyes Católicos. Con esta sucesión de enlaces matrimoniales, Lille y el resto del condado de Flandes, además de los territorios de Borgoña y Brabante, pasarían finalmente a manos de la familia Habsburgo. Así, Carlos de Habsburgo (Carlos I de España) la contaba entre sus dominios, haciendo valer al monarca su título de señor de los Países Bajos. La ciudad fue gobernada por los Habsburgo hasta el reinado de Felipe IV, en la primera mitad del siglo XVII. Durante los siglos XVI y XVII, la ciudad vivió periodos convulsos, siendo asolada en diversas ocasiones por epidemias de peste y por las guerras de religión entre católicos y protestantes, si bien pudo mantener su riqueza textil y comercial. Es herencia del reinado de la casa de Habsburgo en la ciudad la edificación de la Antigua Bolsa de comercio, en 1652, que refleja el esplendor económico que vivía la ciudad en aquella época; además de otros edificios civiles, de evidente estilo flamenco renacentista.
A principios de la segunda mitad del siglo XVII, el rey francés Luis XIV inició una política expansionista hacia el norte y el este de Francia. Luis XIV reclamó el territorio de Flandes, en manos españolas, haciendo valer los derechos sucesorios de su esposa María Teresa de Austria, hija de Felipe IV de España. Con dichas reclamaciones comenzaría la Guerra de Devolución en 1667, que finalizaría con la ocupación francesa del Condado de Flandes. El rey francés asedió y tomó la ciudad de Lille el 28 de agosto, que fue ocupada al cabo de diecisiete días de resistencia. Aglutinada ahora en el reino francés, Lille pasaría a ser la capital de la Francia septentrional.
A causa de su ubicación estratégica, muy cerca de la frontera con los Países Bajos Españoles, de su importancia económica, Luis XIV ordenó fortificarla, cuatro meses después de haberla conquistado. La tarea fue encargada a Sébastien Le Prestre, marqués de Vauban, ingeniero y arquitecto militar. Vauban reforzó las murallas de la ciudad y dirigió la construcción de la ciudadela de Lille, en el extremo noroccidental de la urbe.
Bajo dominio francés, la ciudad experimentó un siglo de estabilidad económica, si bien fue ocupada por el ejército neerlandés entre 1708 y 1713, dentro del contexto de la Guerra de Sucesión.

### Edad Contemporánea

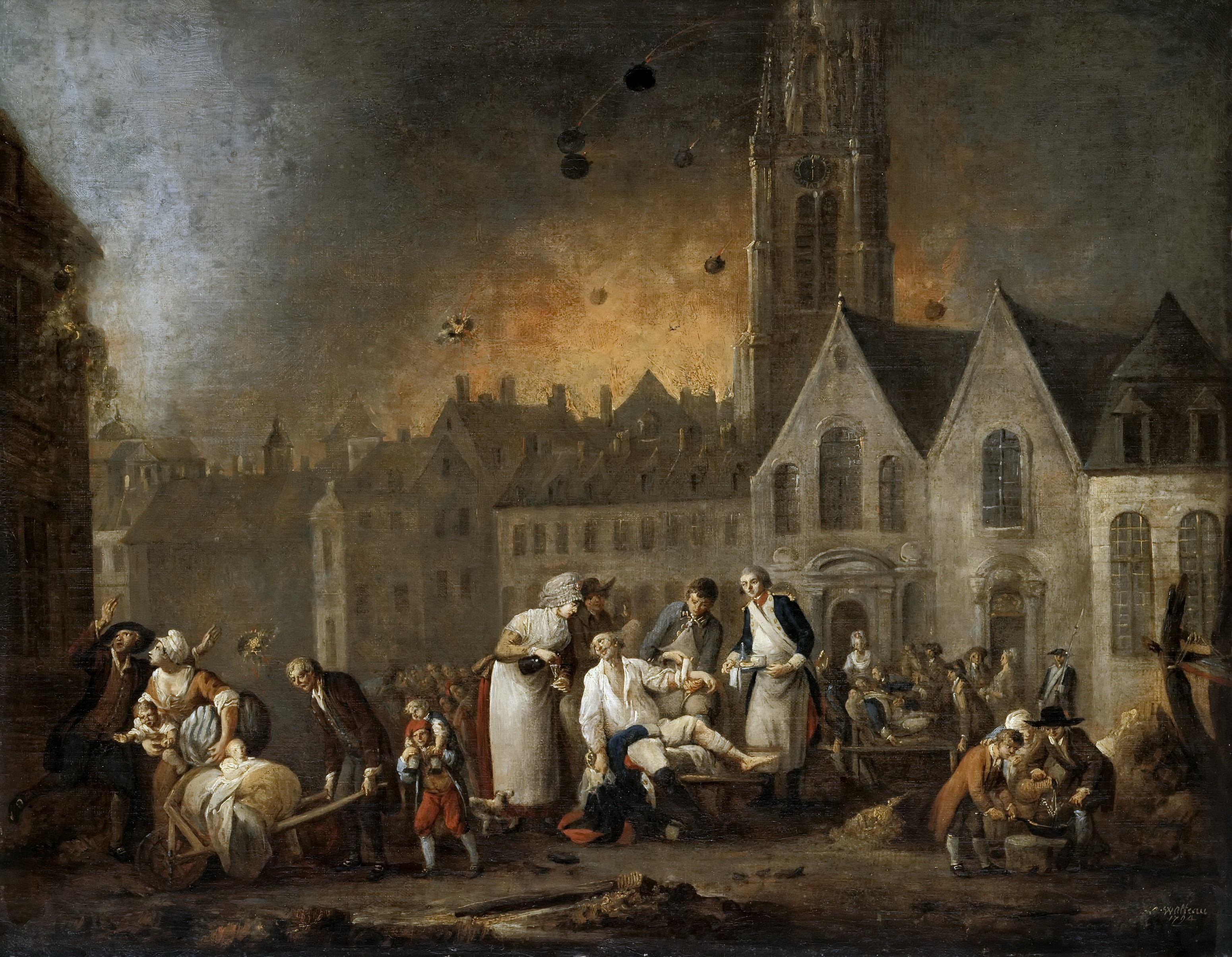
Asedio de Lille por los austriacos.

#### Lille bajo la Revolución francesa
A finales del siglo XVIII, la industria local, básicamente basada en la producción de tejidos, empezó a diversificarse, introduciéndose manufacturas de encaje, cerámica y alimentación, ya que la industria textil de Lille, que no podía competir con la pujante y mecanizada manufactura inglesa, vivió un periodo de crisis económica. Tras la Revolución francesa, en 1789, los burgueses locales dominarían la ciudad, sin que en Lille se produjeran tumultos de consideración. Ante la amenaza extranjera de derrocar la revolución, la Asamblea Nacional francesa declaró en 1792 la guerra a Austria, potencia absolutista. Al estar durante aquel período los Países Bajos en manos austríacas, Lille se encontró en la primera línea del frente entre Francia y Austria, siendo constantemente bombardeada. De su resistencia frente a los austríacos surgió la expresión de que "Lille tiene bien merecida la patria".

#### Revolución industrial
Durante la primera mitad del siglo XIX, la industria textil de Lille volvió a despegar, tras sufrir el paréntesis revolucionario. La ciudad se especializaría principalmente en la producción de tejidos de algodón y lino. Lille se convirtió en el mayor centro industrial de Francia, y su manufactura de confección logró ser una de las más importantes del mundo. También se desarrollaron la industria metalúrgica, gracias al descubrimiento de grandes yacimientos de carbón cercanos a la zona; y la industria ferroviaria. En 1846 llegó el ferrocarril a la ciudad, con el enlace París-Lille, y poco después se convirtió en un nudo ferroviario de notable importancia. La revolución industrial disparó la población de Lille, pasando de tener 75 000 habitantes en 1850, a tener 220 000 en 1901. Este hecho conllevó el incremento de la polución y la insalubridad de la ciudad, de modo que se llevaron a cabo proyectos decimonónicos de saneamiento y urbanización. En 1896 se crearía la Universidad de Lille, y en este periodo la ciudad empezó a experimentar el desarrollo comercial de la ciudad.
En este contexto de industrialización emergen amplios contrastes entre el empresariado burgués local y la población obrera. Debido al carácter fabril de la ciudad y a su buena comunicación con París, las clases proletarias acogieron rápidamente el socialismo. A partir de finales del siglo XIX el ayuntamiento sería gobernado por alcaldes socialistas.

#### Periodo de entreguerras

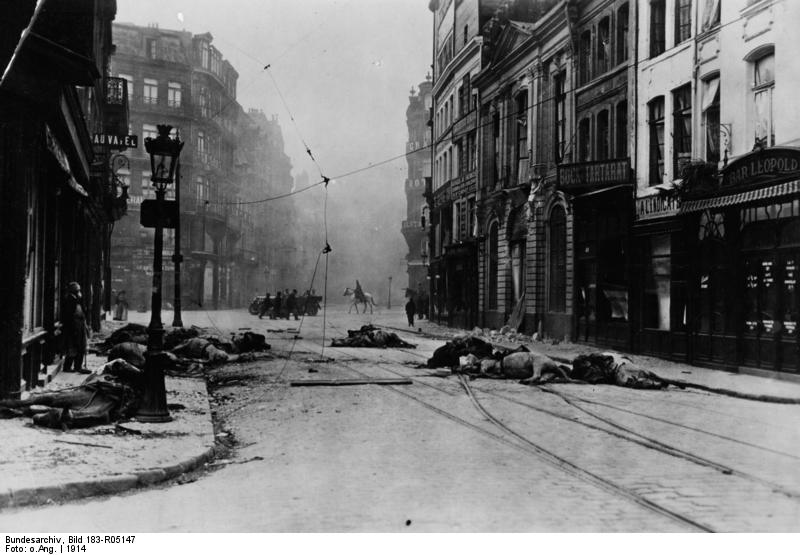
Caballos muertos durante la invasión de Lille por el ejército alemán en 1914.

A consecuencia de su ubicación en el frente franco-alemán durante la Primera Guerra Mundial, Lille fue severamente castigada por los bombardeos de los ejércitos francés y germano. La ciudad fue ocupada rápidamente por los alemanes, hasta que fue recuperada por el ejército británico en el verano de 1918, tras una dura guerra de trincheras.
A partir de 1927 el ayuntamiento de Lille emprenderá un plan de reestructuración de la ciudad, bajo la alcaldía del socialista Roger Salengro. El plan incluyó el derribo de los barrios más desfavorecidos, además de la construcción de la Feria Internacional de Lille, un puerto fluvial y el aeropuerto de Marcq-en-Baroeul.
Durante la década de los treinta, la ciudad entró en una dura crisis económica derivada del Crack del 29. La crisis local se agudizó en 1936 con el suicidio del mismo alcalde, Roger Salengro, y con el estallido de la Segunda Guerra Mundial. Las tropas nazis, dentro del escenario del blitzkrieg, decidieron sitiar la ciudad, rodeándola el 27 de mayo de 1940 y ocupándola el 1 de junio. Durante la ocupación alemana, Lille, como el resto de Norte-Paso de Calais, fue controlada desde la administración alemana en Bruselas. En septiembre de 1944 las tropas aliadas liberaron la ciudad tras bombardeos sucesivos.

#### Desde 1945

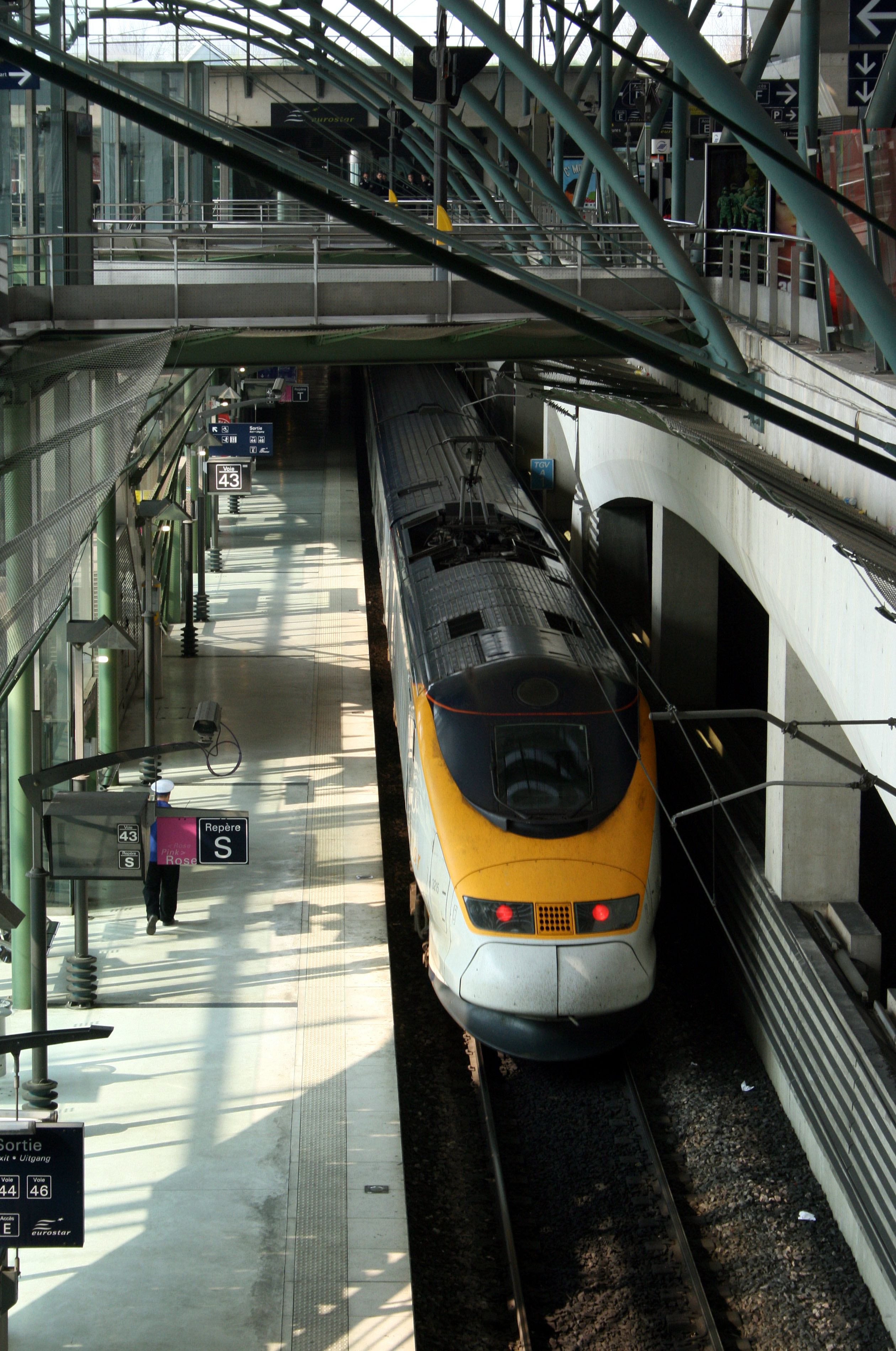
Eurostar en la estación de Lille Europe.

Lille fue nuevamente destruida por los daños causados en la Segunda Guerra Mundial. La ciudad no recuperó plenamente su actividad industrial y comercial hasta cinco años después del conflicto mundial. En 1951 se celebró la Feria Internacional de los Tejidos, la cual marcó el resurgimiento económico local. A partir de los cincuenta, la ciudad fue expandiéndose desde los suburbios. En 1967 se finalizó la autopista París-Lille, además de constituirse, a instancias del alcalde socialista Auguste Laurent, la cámara de comercio de Lille-Roubaix-Tourcoing, con la intención de crear uno de los mayores centros comerciales e industriales de Europa. En 1977 se uniría a dicha conurbación la cercana villa de Hellemmes. Es en este periodo en que el sector industrial local entrará en una crisis definitiva, que derivará en la terciarización de la ciudad. Este fenómeno supondrá un cambio profundo del pulso económico de Lille. En 1983 Lille, Hellemmes y Villeneuve d'Ascq se conectaron con la línea de metro VAL (la primera línea de metro automático del mundo). Hoy los cuatro núcleos de la comunidad urbana (Lille, Roubaix, Tourcoing y Villeneuve d'Ascq) se conectan con el VAL, la red automática más grande del mundo que llega hasta la frontera belga.
Durante la década de los noventa, Lille asumirá un papel económico vital en la nueva Europa comunitaria, con la conexión ferroviaria con el TGV en 1993 y con la inauguración del Eurotúnel bajo el Canal de la Mancha en 1994. El alcalde Pierre Mauroy proyecta y construye un nuevo distrito financiero y comercial en la ciudad, llamado Euralille, que marca la reestructuración de la ciudad de finales del siglo XX. A partir de 2001 y hasta la actualidad gobierna en la ciudad la socialista Martine Aubry. En 2004, la ciudad fue nombrada capital cultural de Europa. Cabe decir también que la ciudad fue candidata para celebrar los Juegos Olímpicos de 2004, sin llegar a conseguirlo.
Actualmente, Lille forma una de las mayores conurbaciones de Francia y sigue manteniendo su peso económico en la Unión Europea. Su comunidad urbana es la más poblada de la Eurometrópolis Lille-Kortrijk-Tournai, de la que forma parte desde su formación en 2008.

## Administración y política
| Período    | Nombre                            |
| ---------- | --------------------------------- |
| Desde 2001 | Martine Aubry                     |
| 1973-2001  | Pierre Mauroy                     |
| 1955-1973  | Augustin Laurent                  |
| 1955       | Guy Debeyre (delegación especial) |
| 1947-1955  | René Gaiffie                      |
| 1944-1947  | Denis Cordonnier                  |
| 1940-1944  | Paul Dehove                       |
| 1936-1940  | Charles Saint-Venant              |
| 1929-1936  | Roger Salengro                    |
| 1929       | Alexandre Bracke‑Desrousseaux     |
| 1925-1929  | Roger Salengro                    |
| 1919-1925  | Gustave Delory                    |
| 1904-1919  | Charles Delesalle                 |
| 1896-1904  | Gustave Delory                    |
| 1881-1896  | Géry Legrand                      |
| 1878-1881  | Jules Dutilleul                   |
| 1873-1878  | André Catel-Beghin                |
| 1867-1873  | Charles Crespel-Tilloy            |
| 1867       | Jules Meunier                     |
| 1866-1867  | Auguste Flamen                    |
| 1852-1866  | Auguste Richebé                   |
| 1848-1852  | Pierre Bonte-Pollet               |
| 1834-1848  | Louis Bigo-Danel                  |
| 1832-1834  | Désiré Le Thierry                 |
| 1830-1832  | Jean-Baptiste Smet                |
| 1830       | François Barrois-Virnot           |
| 1816-1830  | Jean Demuyssaert                  |
| 1803-1816  | Louis de Brigode                  |
| 1800-1803  | Nicolas Gentil-Muiron             |
| 1799-1800  | François Thery Falligan           |
| 1797-1799  | Jean-Baptiste Drapiez             |
| 1797       | Claude Artaud                     |
| 1796-1797  | Ignace Capron                     |
| 1795-1796  | François André                    |
| 1794-1795  | Desjardins                        |
| 1793       | Guillaume Lefebvre-Dhenin         |
| 1792       | François André                    |
| 1790-1791  | Louis Vanhoenacker                |

Metrópoli europea de Lille
Lille-Roubaix-Tourcoing forman parte de las ocho metrópolis creadas en 1964 en Francia. La Comunidad urbana de Lille fue creada en 1967 por el gobierno francés. El 22 de diciembre de 1967, Augustin Laurent, alcalde de Lille, fue elegido presidente y tomó sus funciones el 1 de enero de 1968. La Comunidad urbana de Lille cuenta con 89 ciudades. Su superficie no ha cambiado desde aquel entonces pero el número de las ciudades pasó de 87 a 85. El 4 de febrero de 1970, las alcaldías de Annappes, Ascq y Flers anuncian su fusión para constituir la ciudad nueva de Villeneuve d'Ascq. En 1977, las ciudades de Lille y Hellemmes se asocian mientras que, en 2000, es la ciudad de Lomme la que se asocia a la ciudad de Lille.
La realización del metro automático ligero VAL (1983) representa en la actualidad una de las principales obras del establecimiento. Más recientemente, la comunidad urbana ha decidido la construcción de un Gran Estadio en Villeneuve-d'Ascq. La cooperación transfronteriza de Lille Métropole, concretada en el proyecto Grootstad ("Gran Ciudad") que une la metrópolis del departamento de Nord con colectividades belgas, valonas y flamencas (intermunicipales) debe evolucionar hacia un eurodistrito.
El 13 de diciembre de 1996, la Comunidad urbana de Lille (Communauté urbaine de Lille - CUDL, en francés) cambia su nombre y pasa a ser Lille Metrópoli Comunidad urbana (Lille Métropole Communauté urbaine - LMCU, en francés).
El 1 de enero de 2015, conforme a la ley MAPTAM del 27 de enero de 2014, Lille Metrópoli Comunidad urbana pasa a ser la Metrópoli europea de Lille (Métropole européenne de Lille - MEL, en francés) y así obtiene realmente el estatuto de metrópoli. Eso le permite recibir numerosas competencias atribuidas a las ciudades y también competencias del departamento. 
Agencia Ferroviaria de la Unión Europea

## Clima
| Parámetros climáticos promedio de Lille (Aeropuerto de Lille-Lesquin), normales 1991–2020, extremos 1944–presente | Parámetros climáticos promedio de Lille (Aeropuerto de Lille-Lesquin), normales 1991–2020, extremos 1944–presente | Parámetros climáticos promedio de Lille (Aeropuerto de Lille-Lesquin), normales 1991–2020, extremos 1944–presente | Parámetros climáticos promedio de Lille (Aeropuerto de Lille-Lesquin), normales 1991–2020, extremos 1944–presente | Parámetros climáticos promedio de Lille (Aeropuerto de Lille-Lesquin), normales 1991–2020, extremos 1944–presente | Parámetros climáticos promedio de Lille (Aeropuerto de Lille-Lesquin), normales 1991–2020, extremos 1944–presente | Parámetros climáticos promedio de Lille (Aeropuerto de Lille-Lesquin), normales 1991–2020, extremos 1944–presente | Parámetros climáticos promedio de Lille (Aeropuerto de Lille-Lesquin), normales 1991–2020, extremos 1944–presente | Parámetros climáticos promedio de Lille (Aeropuerto de Lille-Lesquin), normales 1991–2020, extremos 1944–presente | Parámetros climáticos promedio de Lille (Aeropuerto de Lille-Lesquin), normales 1991–2020, extremos 1944–presente | Parámetros climáticos promedio de Lille (Aeropuerto de Lille-Lesquin), normales 1991–2020, extremos 1944–presente | Parámetros climáticos promedio de Lille (Aeropuerto de Lille-Lesquin), normales 1991–2020, extremos 1944–presente | Parámetros climáticos promedio de Lille (Aeropuerto de Lille-Lesquin), normales 1991–2020, extremos 1944–presente | Parámetros climáticos promedio de Lille (Aeropuerto de Lille-Lesquin), normales 1991–2020, extremos 1944–presente |
| Mes | Ene. | Feb. | Mar. | Abr. | May. | Jun. | Jul. | Ago. | Sep. | Oct. | Nov. | Dic. | Anual |
| --- | --- | --- | --- | --- | --- | --- | --- | --- | --- | --- | --- | --- | --- |
| Temp. máx. abs. (°C)                                                                                              | 15.2 | 19.0 | 24.8 | 27.9 | 31.7 | 34.8 | 41.5 | 37.1 | 35.1 | 27.8 | 20.3 | 15.9 | 41.5 |
| Temp. máx. media (°C)                                                                                             | 6.6 | 7.5 | 11.2 | 15.0 | 18.4 | 21.3 | 23.7 | 23.7 | 20.2 | 15.4 | 10.3 | 7.0 | 15.0 |
| Temp. media (°C)                                                                                                  | 4.1 | 4.7 | 7.5 | 10.5 | 13.8 | 16.7 | 18.9 | 18.8 | 15.8 | 11.9 | 7.6 | 4.7 | 11.3 |
| Temp. mín. media (°C)                                                                                             | 1.7 | 1.9 | 3.8 | 5.9 | 9.3 | 12.1 | 14.2 | 14.0 | 11.4 | 8.4 | 4.9 | 2.3 | 7.5 |
| Temp. mín. abs. (°C)                                                                                              | -19.5 | -17.8 | -10.5 | -4.7 | -2.3 | 0.0 | 3.4 | 3.9 | 1.2 | -4.4 | -7.8 | -17.3 | -19.5 |
| Precipitación total (mm)                                                                                          | 58.2 | 50.8 | 52.1 | 45.3 | 61.6 | 63.7 | 67.8 | 71.3 | 56.8 | 64.1 | 75.0 | 73.3 | 740.0 |
| Días de precipitaciones (≥ 1.0 mm)                                                                                | 11.2 | 10.6 | 10.1 | 9.2 | 9.5 | 9.8 | 9.9 | 9.9 | 9.7 | 10.8 | 13.3 | 12.2 | 126.2 |
| Días de nevadas (≥ 1 mm)                                                                                          | 4.9 | 4.1 | 3.2 | 1.3 | 0.1 | 0.0 | 0.0 | 0.0 | 0.0 | 0.0 | 1.8 | 3.8 | 19.2 |
| Horas de sol | 62.2 | 73.6 | 127.3 | 175.9 | 195.7 | 201.5 | 209.7 | 196.8 | 155.3 | 115.3 | 61.7 | 52.5 | 1627.4 |
| Humedad relativa (%)                                                                                              | 88 | 85 | 82 | 79 | 78 | 79 | 78 | 78 | 83 | 87 | 89 | 90 | 83 |
| Fuente n.º 1: Meteo France                                                                                        | | | | | | | | | | | | | |
| Fuente n.º 2: Infoclimat.fr (humedad y días con nieve 1961–1990)                                                  | | | | | | | | | | | | | |

## Demografía
| 66 761 | 54 756 | 61 467 | 64 291 | 69 073 | 72 005 | 72 537 | 75 430 | 75 795 | 78 641 | 131 727 | 154 749 | 158 117 | 162 775 | 178 144 | 188 272 | 201 211 | 216 276 |
| Para los censos de 1962 a 1999 la población legal corresponde a la población sin duplicidades (Fuente: INSEE [Consultar]) |        |        |        |        |        |        |        |        |        |         |         |         |         |         |         |         |         |

| 210 696 | 205 602 | 217 807 | 200 952 | 201 921 | 201 568 | 200 575 | 188 871 | 194 616 | 193 096 | 190 546 | 172 280 | 168 424 | 172 142 | 184 657 | 226 014 |
| Para los censos de 1962 a 1999 la población legal corresponde a la población sin duplicidades (Fuente: INSEE [Consultar]) |         |         |         |         |         |         |         |         |         |         |         |         |         |         |         |

## Transporte
El Metro de Lille (en francés: Métro de Lille) es el primer metro del mundo que empleó la tecnología VAL. El término VAL es un acrónimo que actualmente significa Vehículo Automático Ligero, si bien al principio significaba Villeneuve-d'Ascq - Lille. Ciertos estudiantes de Villeneuve-d'Ascq popularizaron más tarde la expresión Vite À Lille, Vite Au Lit (Rápidamente A Lille, Rápidamente A la Cama).
Totalmente automatizado, el metro de Lille no necesita conductor, y se desmarca de numerosas otras redes metropolitanas por sus andenes protegidos: no hay ningún riesgo de caer sobre la vía gracias a un vano vítreo y a las puertas automáticas sobre toda la longitud del andén. Las puertas no se abren más que cuando el tren se para, efectuándose la subida y el descenso de los viajeros como en un ascensor.
El metro de Lille, contrariamente a su homólogo parisino, el metro de París, es un metro de pequeño gálibo. Un tren de metro está compuesto por dos vagones, aunque la mayoría de las estaciones se han acondicionado para poder acoger trenes de cuatro vagones.

## Educación

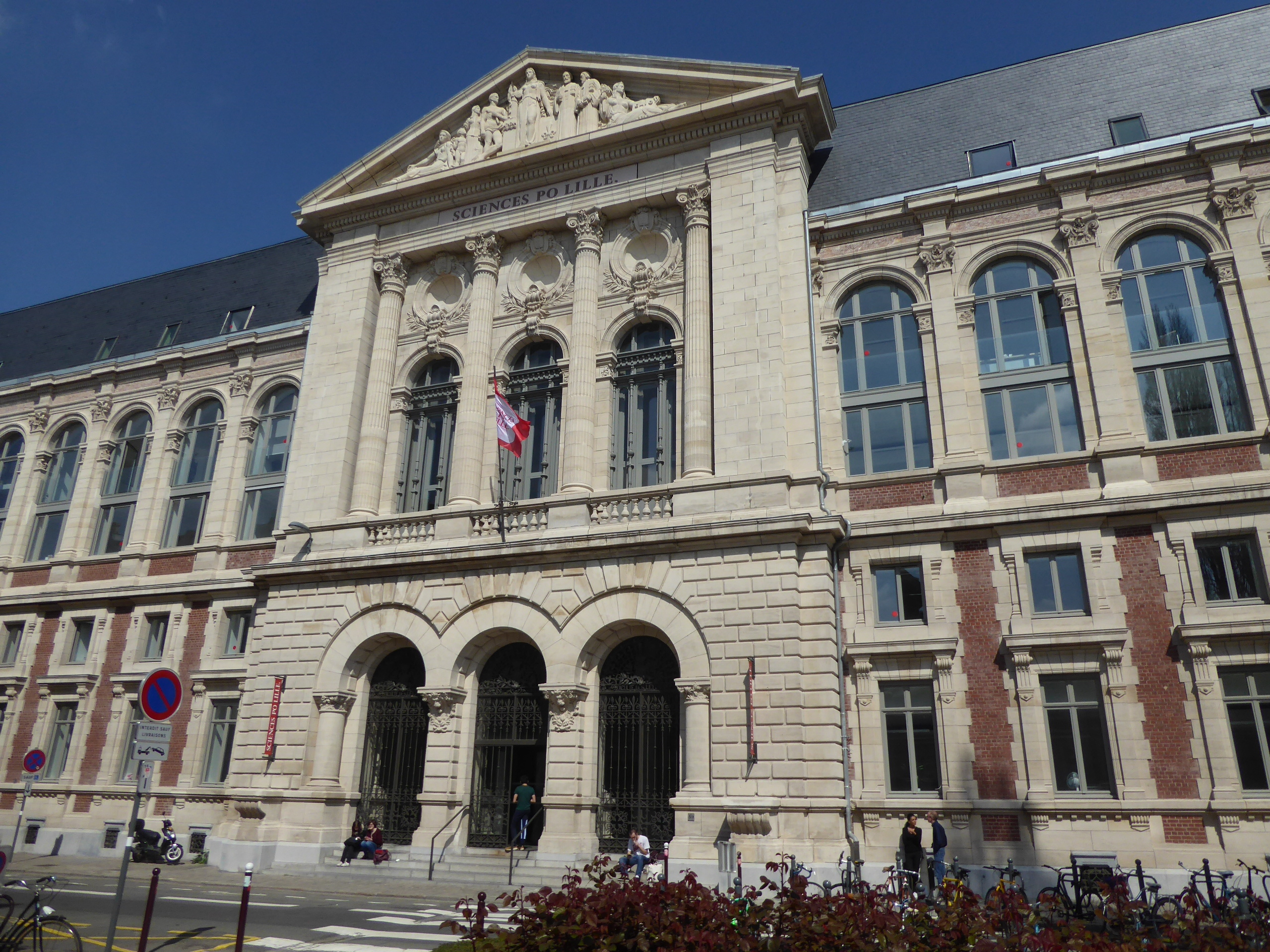
La antigua facultad de letras.

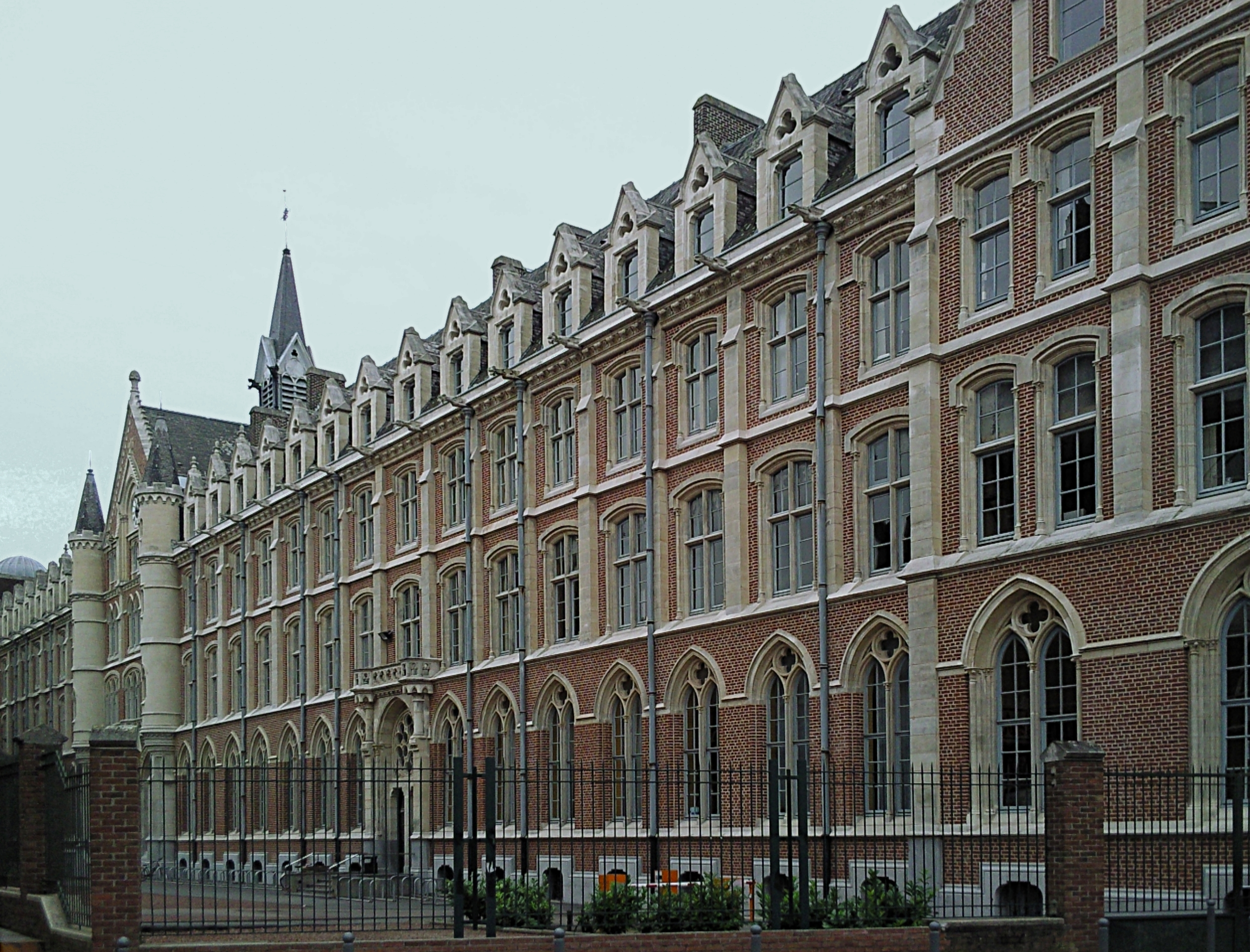
Universidad Católica de Lille.

Universidades
En el siglo XVI, gracias al impulso que dio la monarquía española a la educación en Francia, se crearon varias universidades en Lille. La Universidad de Lille-Douai, es una universidad pública fundada en 1562. Desde 1971, la universidad pública de Lille (Université Lille Nord de France) se divide en tres campus en las afueras de Lille :
- Campus Lille I: (USTL - Ciencias y Técnicas), en el campus « La cité scientifique » (la ciudad científica).
- Campus Lille II: (Derecho, Salud, Administración de empresas y Deporte), está situado en la parte sur, sur-este de la ciudad de Lille.
- Campus Lille III: (Historia, Letras et Artes), cuyo campus está en Villeneuve-d'Ascq, el barrio de « Pont de bois ».

Lille también aloja la prestigiosa gran escuela Sciences Po Lille, casa de estudios de formación de la alta élite política francesa. La admisión a Sciences Po Lille se hace a través un concurso altamente selectivo (entre el 5 % y 7 % de aprobados). 
En la última parte del siglo XIX, concretamente en 1875, se creó la Universidad Católica de Lille (Letras y Ciencias de la naturaleza, Derecho, Economía y Gestión, Ciencias y Técnicas, Medicina y Teología).
En 2007, Lille era la tercera ciudad de Francia en número de estudiantes universitarios con más de 95 000 en su área metropolitana, solo por detrás de París y Lyon y aproximadamente los mismos que Toulouse.
En 2003, un censo de estudiantes desveló que en la ciudad hay más de 144 000 estudiantes, donde 98 000 están en la universidad, 29.000 en estudios de formación profesional y 17 000 en institutos.
Colegios de ingenieros generalistas
- École centrale de Lille
- ENSAM (Escuela nacional superior de artes y oficios)
- École spéciale de mécanique et d'électricité
- HEI (Altos estudios de ingeniero)
- ICAM (Instituto católico de artes)
- Polytech'Lille (Escuela politécnica de Lille, antes llamada EUDILnt EUDIL)
- Instituto de estudios politécnicos de Lille.

Colegios de ingenieros especializados
- ENIC (Télécom Lille 1)
- ENSAIT (Escuela nacional superior de artes e industrias textiles)
- ENSCL (Escuela de química de Lille)
- École pour l'informatique et les nouvelles technologies
- ESJ (Escuela superior de periodismo de Lille)
- ESTIT (Escuela superior de técnicas industriales y de textiles )
- ISA (Instituto superior de agricultura)
- ISEN (Instituto superior de electrónica y numérica)
- IST (Instituto superior de Tecnología)
- ENSAPL (Escuela nacional superior de Arquitectura y Paisaje de Lille)

Escuelas de comercio
- L'ESPAS Tecobio (ESPAS Tecobio)
- Edhec Business School
- L'ESA (Escuela superior de asuntos de Lille)
- SKEMA Business School
- IÉSEG School of Management
- Institut supérieur européen de gestion group
- Institut supérieur européen de formation par l'action

## Cultura

### Urbanismo y arquitectura
Ciudadela de Vauban

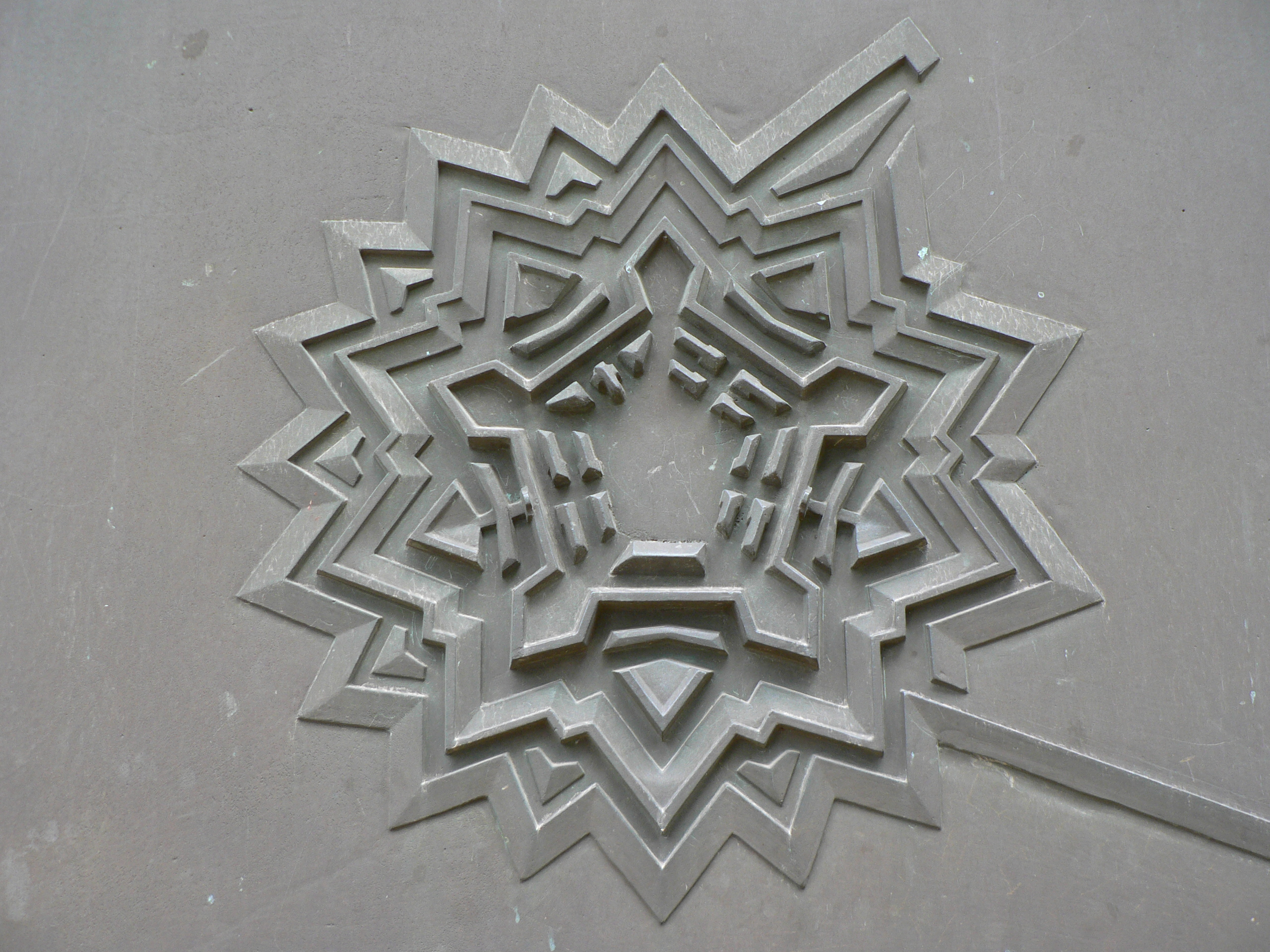
La ciudadela de Lille con la forma de una estrella de cinco puntas.

La ciudadela de Lille fue proyectada por el ingeniero militar Sébastien Le Prestre, marqués de Vauban, cuatro meses después de la ocupación francesa de la ciudad en 1667, por orden del rey Luis XIV, con el objetivo de formar una línea defensiva (conocida en francés como pré carré). La ciudadela se construyó, entre 1667 y 1670, en el noroeste de la ciudad en una zona de marismas del río Deûle, de aproximadamente unas 1700 hectáreas. Esa situación se aprovechó para construir un sistema de inundaciones y canales de agua, que formarían parte de la defensa del emplazamiento, al rodear al mismo. Debido a la magnitud del proyecto, en el que Vauban puso de manifiesto sus planteamientos lógicos sobre la defensa militar, el abaratamiento de costes de mano de obra y materiales, y la importancia de la artillería en el diseño de fortificaciones rasantes, el mismo arquitecto definió su obra como la “reina de las ciudadelas”, y es de hecho considerada como su obra maestra. Vauban, que había sido nombrado Comisario General de Fortificaciones del ejército francés, y que había sido encargado de reforzar posiciones estratégicas en las fronteras francesas, planteó en la ciudadela la construcción de fortificaciones poligonales, de acuerdo a las necesidades de la artillería defensiva, los accidentes naturales y la orografía del terreno donde se emplazó la obra. La ciudadela requirió para su construcción más de diez mil trabajadores, y se calcula que se emplearon más de 60 millones de ladrillos y 3,3 millones de bloques de granito, reforzados con gres.
La fortificación constituye una auténtica ciudad militar dentro de Lille, formada por edificios civiles (almacenes, una capilla y diversos comercios) y militares (arsenales, residencias para soldados, prisiones, y el edificio del gobernador militar), que se distribuyen en baluartes que forman una estrella de cinco puntas, posicionados de forma concéntrica a la plaza de armas, en el centro de la ciudadela. Vauban dispuso un perímetro defensivo formado por fosos, avanzadillas, muros en forma de semiluna y caminos subterráneos, que constituían una serie impenetrable de obstáculos para el enemigo. La ciudadela llegó a ser tomada durante la Guerra de Sucesión Española por un ejército combinado de ingleses, austríacos y neerlandeses, tras más de un mes de asedio. A partir de mediados del siglo XIX, la ciudadela perdió su carácter militar y fue reconvertida en un inmenso parque urbano.

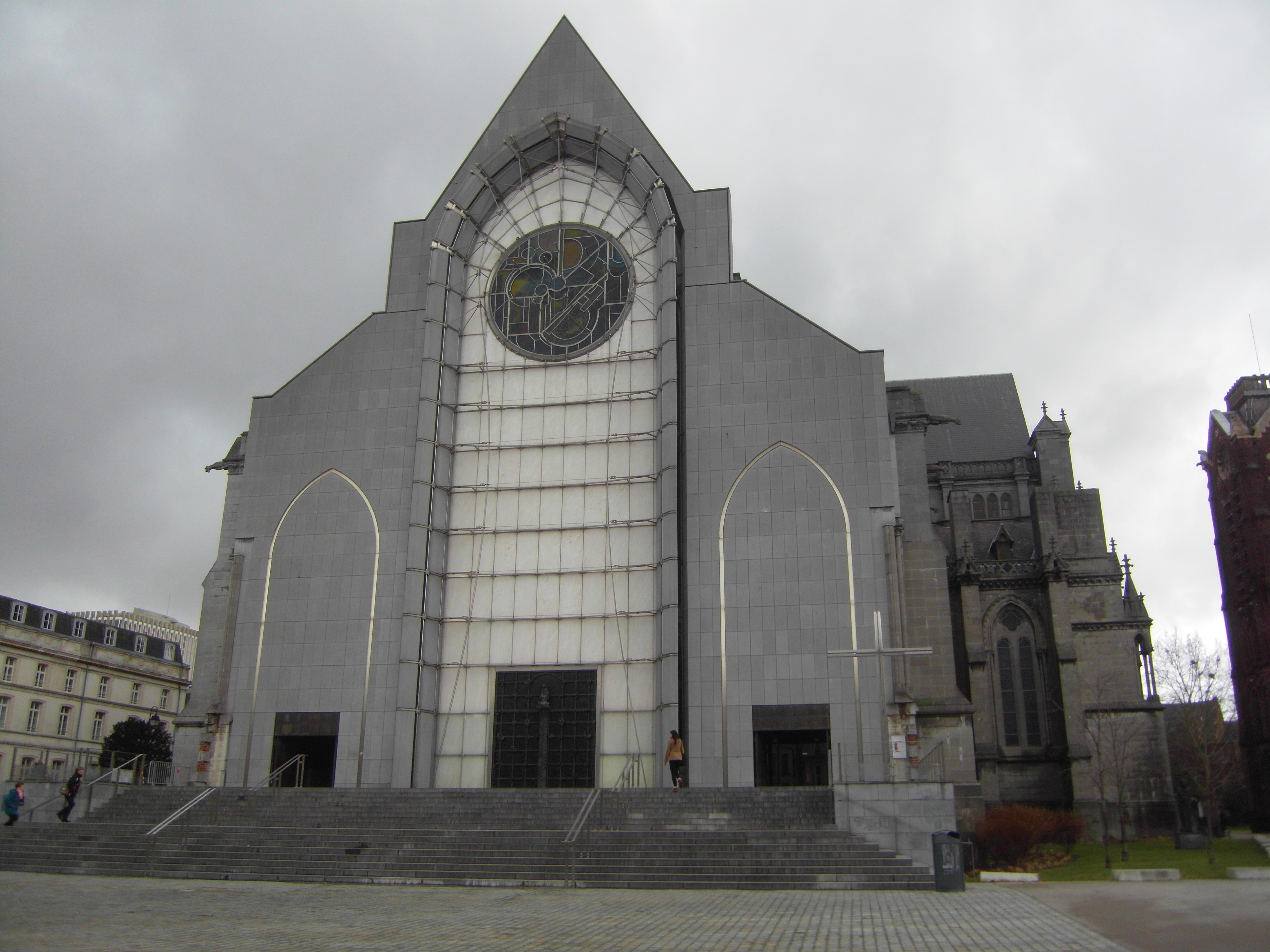
Catedral.

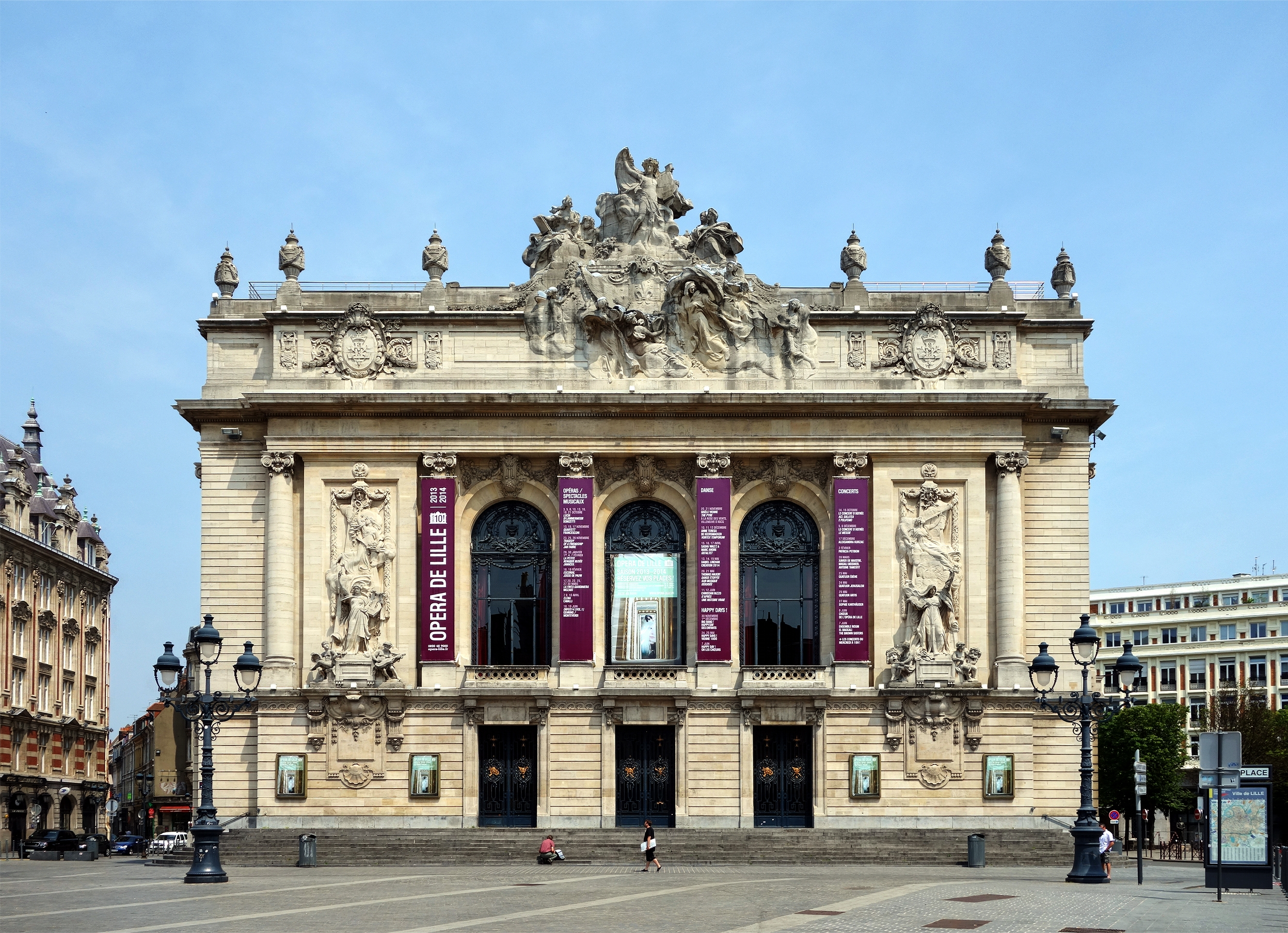
Ópera de Lille.

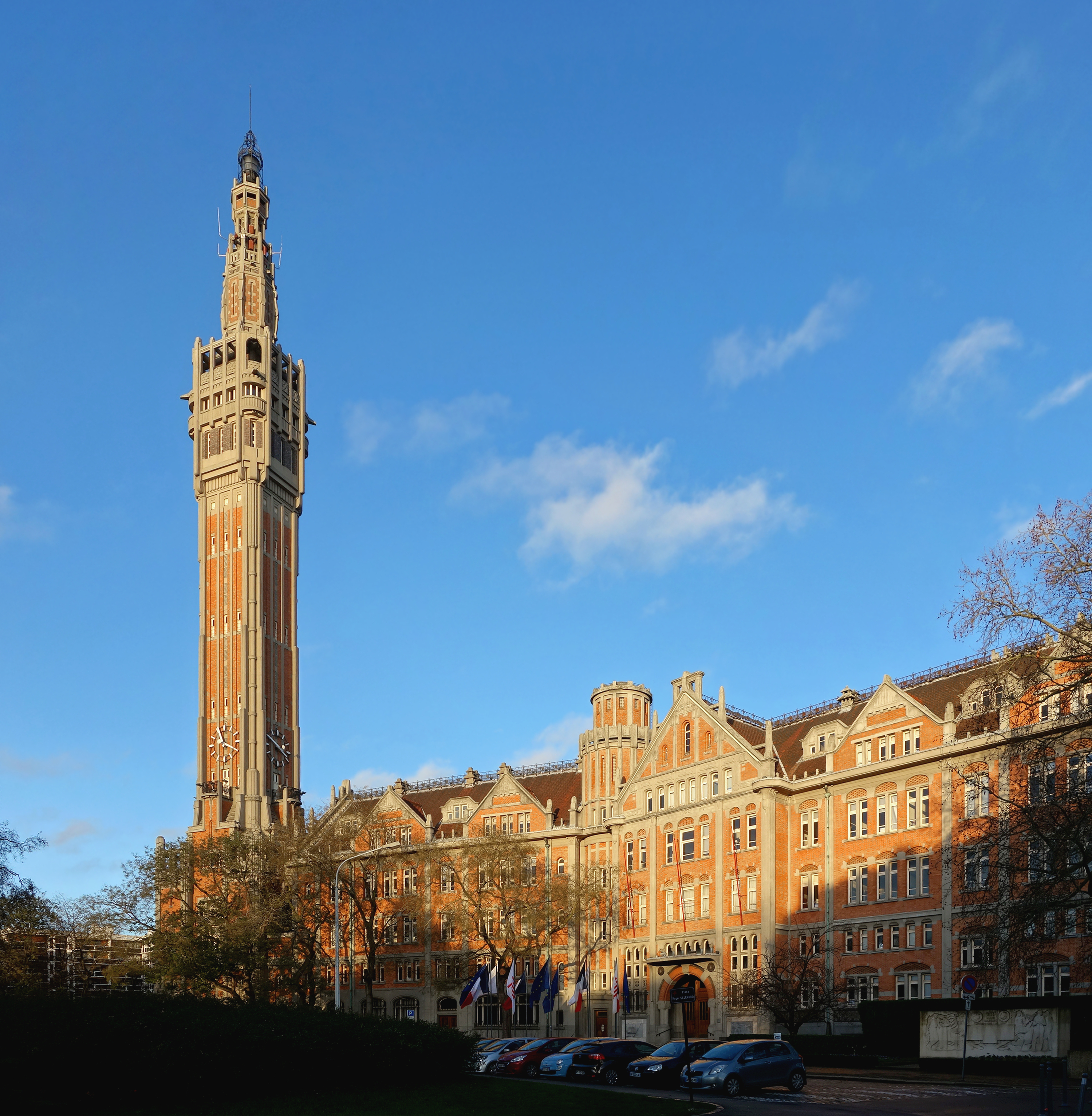
Vista de la fachada principal del ayuntamiento y de su campanario

Catedral de Lille
La catedral de Lille o catedral de Notre Dame de la Treille (en francés: Basilique-cathédrale Notre-Dame-de-la-Treille de Lille), es una catedral y basílica católica, y un  monumento histórico de Francia, situada en la ciudad de Lille.
Iglesia de San Mauricio (Lille)
La iglesia [de] San Mauricio (en francés: église Saint-Maurice) es una iglesia de Francia de origen medieval ubicada en la rue de Paris, en el centro histórico de Lille.
Ópera de Lille
En 1903, un incendio destruyó la ópera anterior. El municipio de Lille decidió entonces lanzar un concurso para la construcción de un nuevo edificio. El ganador fue el arquitecto Louis Marie Cordonnier , que se inspiró en la Ópera Garnier y los teatro a la italiana.
Sinagoga de Lille
Construida por el arquitecto de Lille Théophile-Albert Hannotin, la sinagoga fue inaugurada en 1891. Se inscribe dentro del nuevo barrio surgido a lo largo de la segunda mitad del siglo XIX  , el llamado barrio latino de Lille (en francés: quartier latin) , formado por la iglesia Saint-Michel, la Universidad y el Templo protestante, situado todo junto.
Ayuntamiento de Lille
El ayuntamiento de Lille (en francés: Hôtel de Ville de Lille) es la sede del ayuntamiento de la localidad francesa de Lille, situada en el departamento Norte, capital de la región de Alta Francia. El edificio, construido entre 1924 y 1932 en estilo Art déco de inspiración neorrenacentista flamenca, fue designado monumento histórico por el Gobierno francés en mayo de 2002 y su campanario fue incluido, en 2005, en el grupo de Campanarios municipales de Bélgica y Francia, declarados Patrimonio de la Humanidad por la Unesco en 1999.

### Museos

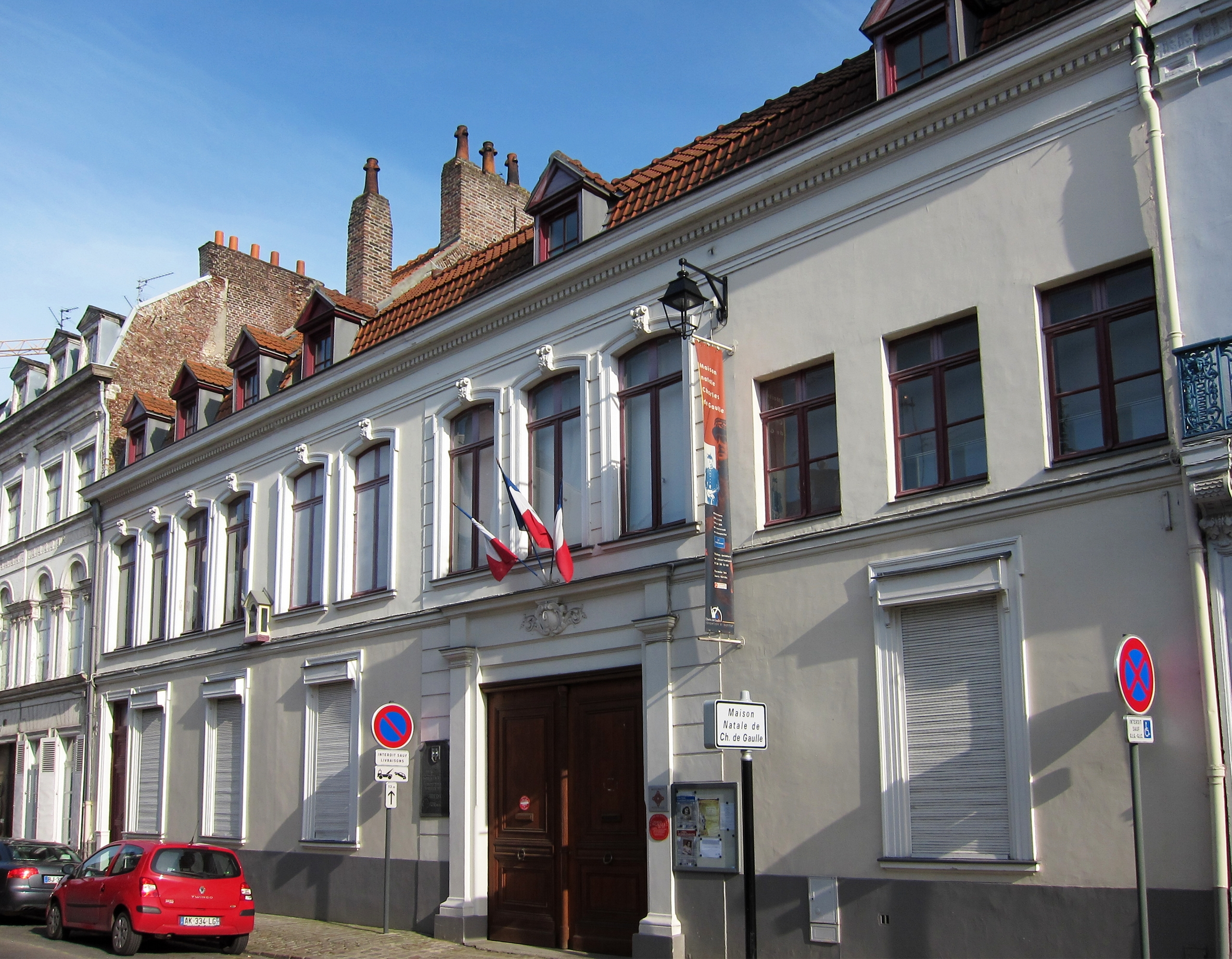
Casa natal de Charles de Gaulle.

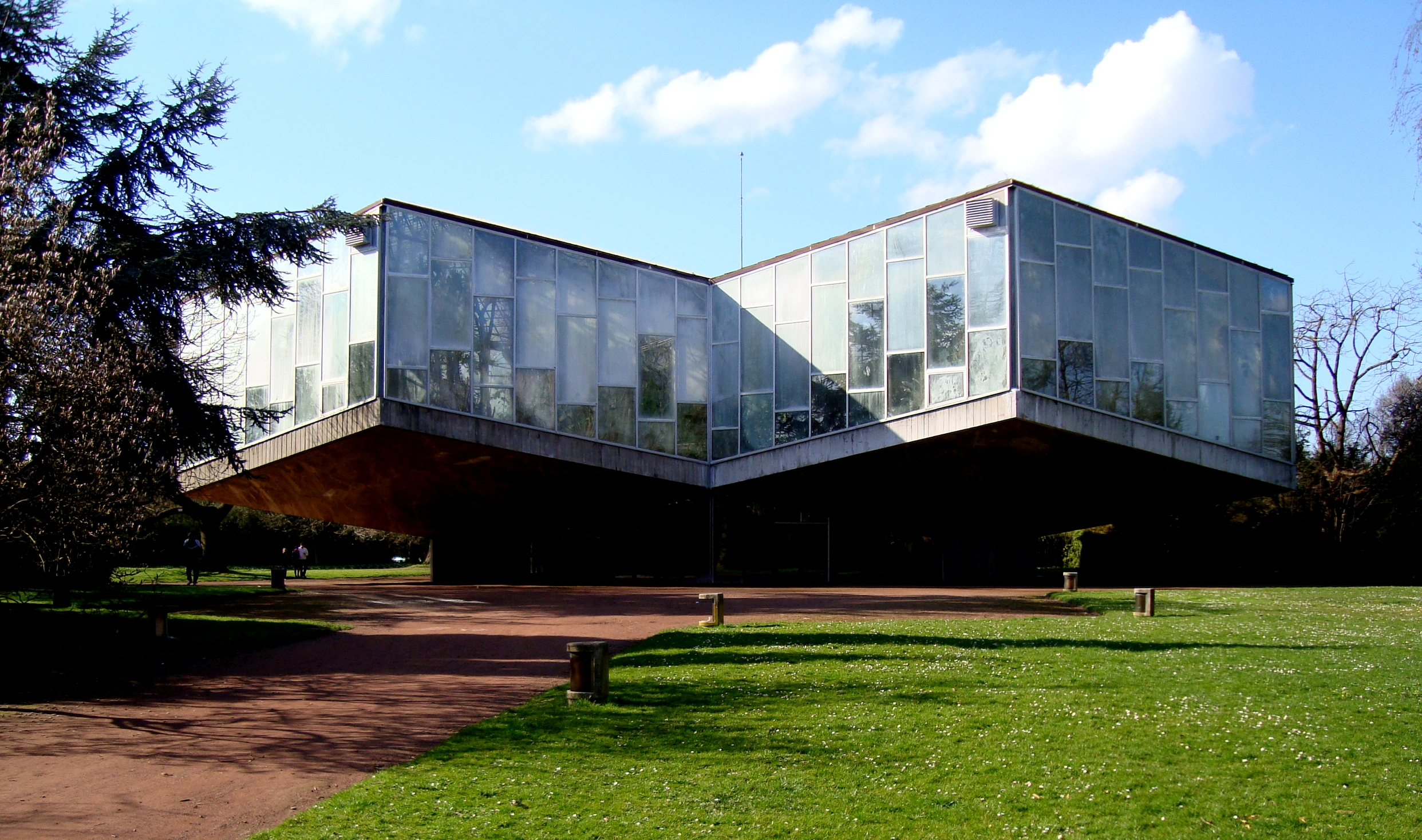
Jardín botánico.

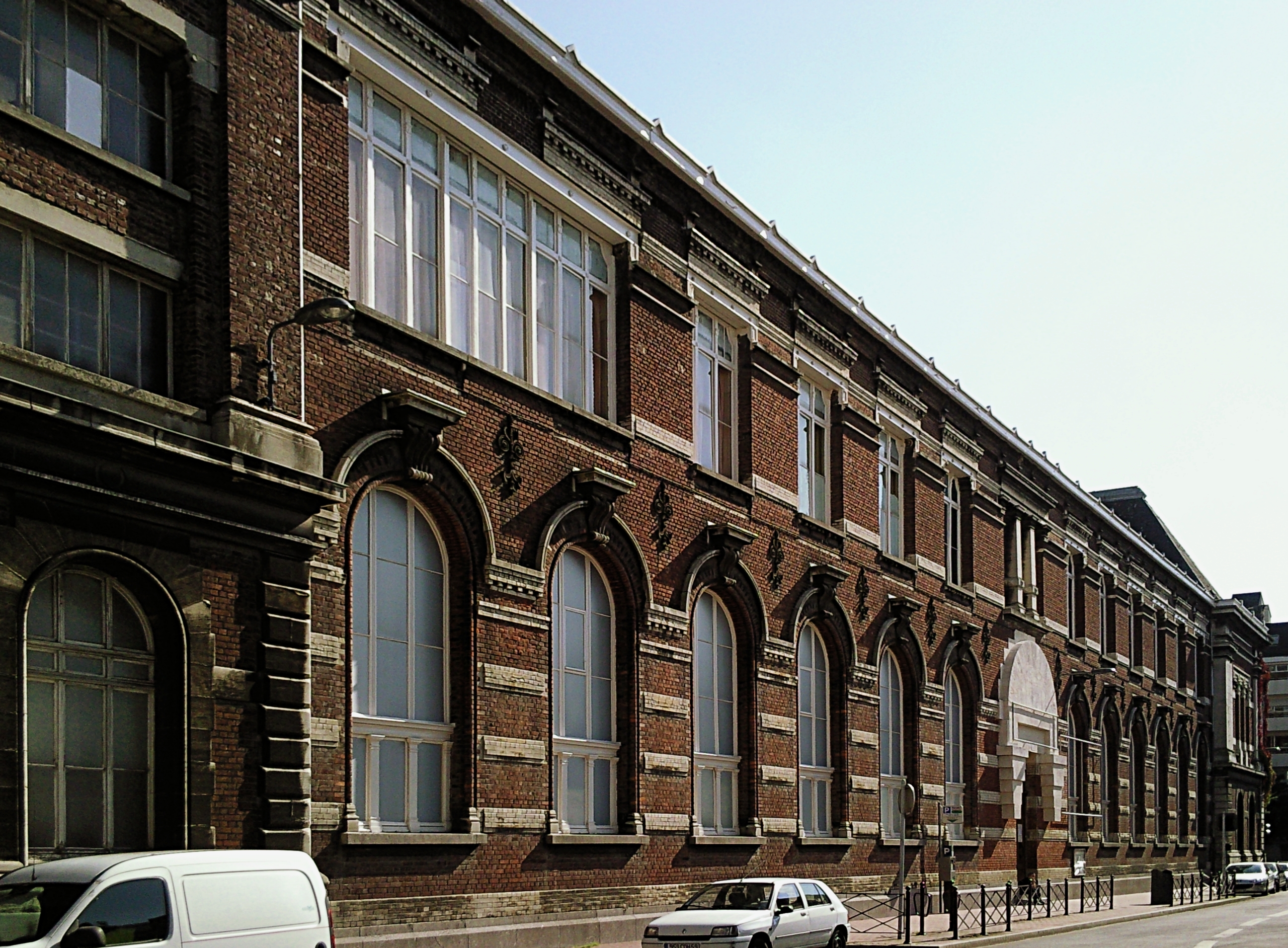
Museo de Historia Natural de Lille.

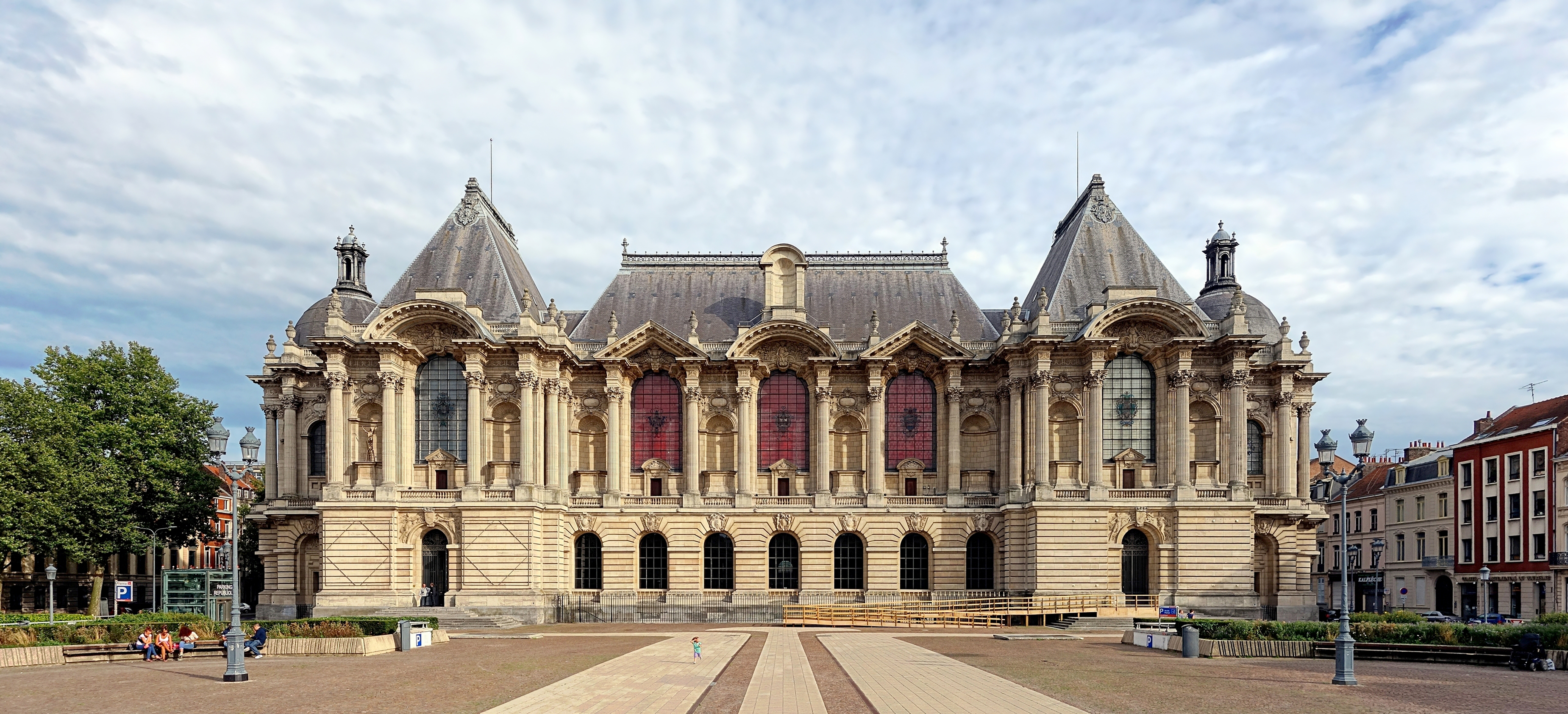
Palais des Beaux-Arts de Lille.

Casa natal de Charles de Gaulle
Charles de Gaulle nació en el número 9 de la calle Princesse en la ciudad francesa de Lille (barrio de Vieux-Lille), el 22 de noviembre de 1890).   Como era la costumbre de la época, su nacimiento tuvo lugar en la casa de sus abuelos maternos, Jules-Émile et Julia Maillot (empresarios en el sector textil). El mismo día, fue bautizado en la iglesia de Saint-André que se encuentra en la calle Royale.
La casa natal era una hermosa mansión de una familia de la clase burguesa media de la Región Norte, la cual fue adquirida por una asociación de amigos del general De Gaulle en 1961 y después donada a la Fundación Charles de Gaulle.
Esta casa, ahora conviertida en museo, el cual es administrado por la Fundación y en el que podemos apreciar exposiciones temporales, abrió sus puertas al público en 1983.
El inmueble fue postulado monumento histórico el 15 de junio de 1989, y finalmente clasificado en la categoría el 22 de noviembre de 1990. En la actualidad es un memorial que recorre el trayecto militar y político de Charles de Gaulle y nos ayuda a comprender las diferentes etapas de la vida del General , sus orígenes, su nacimiento en Lille, su infancia, su educación, sus vínculos con la región (por ejemplo su servicio militar en Arras o su matrimonio en Calais con Yvonne Vendroux oriunda del lugar.).
Jardín botánico de Lille
El actual jardín botánico fue establecido en 1948 como sucesor de los varios jardines botánicos que había tenido la ciudad y que se fechaban a partir de 1596.
LaM
Lille Metrópoli Museo de arte moderno, de arte contemporáneo y de arte marginal (LaM) es un museo situado en el parque público de Villeneuve-d'Ascq.
Museo de Historia Natural de Lille
Fundado en 1816 por la Sociedad de las ciencias, la agricultura y las artes de Lille (Société des sciences, de l'agriculture et des arts de Lille), los fondos iniciales fueron donados a la ciudad en 1855 para cubrir las necesidades docentes de la nueva Facultad de Ciencias de Lille. 
El edificio que acoge al día de hoy el museo data de 1900. La sala principal, con galería acristalada, fue construida sobre una estructura arquitectónica metálica del tipo Baltard.
Las colecciones de geología de Gosselet fueron transferidas en 1902, posteriormente se incorporaron las colecciones de carbones de Barrois en 1907. Las colecciones de historia natural fueron instaladas en 1911.
En 1991, las colecciones del Museo Industrial y Comercial Lille, fundado en 1853 por la iniciativa de la Sociedad de las ciencias, las artes y la industria de Lille, fueron transferidas.
Finalmente, en 1992, el museo recibió las colecciones del antiguo museo etnográfico Moillet creado en 1851 tras la donación de más de mil objetos que pertenecieron a Alphonse Moillet (1812-1850). Presentadas en el Palais des Beaux-Arts hasta la Primera Guerra Mundial , estas colecciones se habían conservado en cajas y fueron recuperadas en 1990 con motivo de la renovación del Palacio.
Palais des Beaux-Arts de Lille
Fue uno de los primeros museos construidos en Francia, establecido por orden de Napoleón I a principio del siglo XIX como resultado de la popularización del arte. El Decreto Chaptal de 1801 seleccionaba quince ciudades francesas (entre ellas Lille) para recibir las obras incautadas de las iglesias y de los territorios ocupados por los ejércitos de la Francia revolucionaria.
Los pintores Louis Joseph Watteau y François Watteau, conocido como el "Watteau de Lille", estuvieron muy involucrados en los comienzos del museo. Louis Joseph Watteau hizo en 1795 el primer inventario de las pinturas confiscadas durante la Revolución, mientras que su hijo François fue diputado conservador del museo desde 1808 hasta 1823.
El museo abrió sus puertas en 1809 y se instaló inicialmente en una iglesia confiscada a los Recoletos, antes de ser transferido al Ayuntamiento de la ciudad. En 1866 el Museo Wicar (formado por la colección de Jean-Baptiste Wicar) fue fusionado en el Palais des Beaux-Arts.
La construcción del actual palacio de estilo Belle Époque comenzó en 1885 bajo la dirección de Géry Legrand, alcalde de Lille, y se completó en 1892. Los arquitectos elegidos para diseñar el nuevo edificio fueron Bérard y Delmas de París.  El edificio está situado en la plaza de la República, en el centro de la ciudad, frente a la prefectura de Lille. Fue renovado en la década de 1990 y reabierto en 1997.

### Música
HK & Les Saltimbanks

### Eventos
Festival Séries Mania
Séries Mania (también conocido como Séries Mania Lille / Hauts-de-France o Festival Internacional de series de Lille / Hauts-de-France) es un festival internacional dedicado a las series de televisión que es celebrado habitualmente cada año durante el mes de marzo. Creado en Paris en 2010 durante el Forum des images, desde 2018 tiene lugar en Lille.
En paralelo al festival se organiza un foro profesional (Series Mania Forum) y una cumbre internacional (Lille Dialogues).
Séries Mania está gestionado por la "Association du festival international des séries de Lille / Hauts-de-France dirigida por Laurence Herszberg.

### Gastronomía

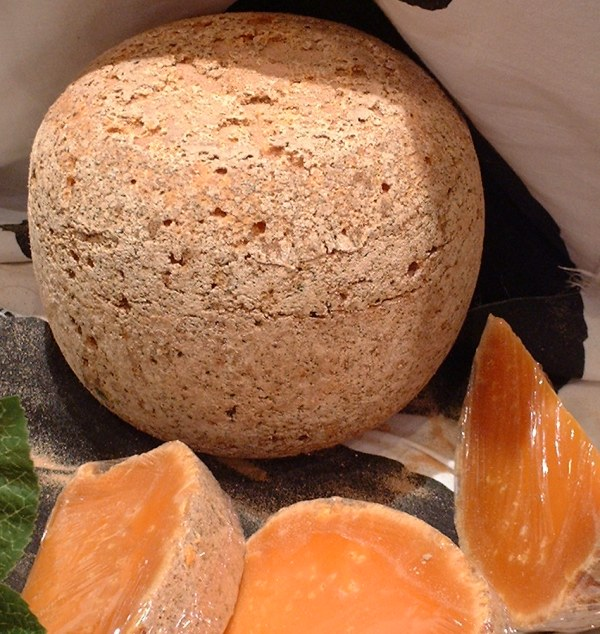
Mimolette.

Mimolette